# Beta (Endom)
Pour les articles homonymes, voir Bêta (homonymie).
Beta est un village du Cameroun situé dans la région du Centre, le département du Nyong-et-Mfoumou et la commune d'Endom.

## Population
En 1957, Beta comptait 201 habitants, principalement des Mbida-Mbani. Lors du recensement de 2005, on y dénombrait 263 personnes.